# PingstUng
PingstUng är den svenska pingströrelsens barn- och ungdomsverksamhet. Den har hand om utbildning av ungdomsledare och är en gemensam plattform för pingstkyrkans arbete med ungdomar. PingstUng riktar sig inte bara till medlemmar i organisationen, utan även till utomstående. Enligt egen uppgift arbetar PingstUng för att man skall få "ett livslångt lärjungsskap" med Jesus. Enligt Sveriges Radios program Kaliber år 2010 var PingstUng med 11 000 medlemmar under 25 år ett av de största bidragsberättigade religiösa ungdomsförbunden.
Förbundets officiella hållning var 2010 enligt intervju med ordförande Edward Sköllerfalk att homosexuella medlemmar i förbundet bör leva i celibat och de avråds från att leva ut sin sexualitet.

## Bidrag
Verksamheten får statsbidrag genom Myndigheten för ungdoms- och civilsamhällesfrågor. De fem åren upp till år 2010 fick förbundet nära 28 miljoner SEK i bidrag.
| År                       | 2016      | 2015      | 2015      | 2014      | 2013      | 2012    | 2011      |
| Organisationsbidrag MUCF | 2 908 000 | 3 296 000 | 3 183 000 | 3 038 000 | 2 807 000 | 995 000 | 3 385 000 |
| Projektbidrag MUCF       | 256 000   | 0         | 0         | 300 000   | 0         | 350 000 | 0         |